# Santa Bárbara de Goiás
| Santa Bárbara de Goiás                       | Santa Bárbara de Goiás                                                 |
| -------------------------------------------- | ---------------------------------------------------------------------- |
|                                              |                                                                        |
| Wappen                                       | Flagge                                                                 |
| Wappen von Santa Bárbara de Goiás: unbekannt | Flagge von Santa Bárbara de Goiás                                      |
| Karte                                        |                                                                        |
|                                              |                                                                        |
| Basisdaten                                   |                                                                        |
| Staat:                                       | Brasilien (BRA)                                                        |
| Bundesstaat:                                 | Goiás (GO)                                                             |
| Mesoregion:                                  | Zentral-Goiás                                                          |
| Mikroregion:                                 | Anicuns                                                                |
| Distanz zu Goiânia:                          | 54 km                                                                  |
| Geografische Lage:                           | 16° 34′ S, 49° 42′ W                                                   |
| Zeitzone:                                    | UTC-3 Sommer: UTC-2                                                    |
| Höhe:                                        | 639 m ü. NN                                                            |
| Fläche:                                      | 139,598 km²                                                            |
| Einwohner:                                   | 5.751                                                                  |
| Bevölkerungsdichte:                          | 41,2 Einwohner / km²                                                   |
| Telefonvorwahl:                              | +5562                                                                  |
| Postleitzahl (CEP):                          | 75390-000                                                              |
| Adresse der Stadtverwaltung:                 | Governo Municipal de Santa Bárbara de Goiás Prç. Jerônimo Bento, No 64 |
| Offizielle Website:                          | www.santabarbara.go.gov.br                                             |
| E-Mail-Adresse:                              |                                                                        |
| Jahrestag                                    | 23. Oktober                                                            |
| Gemeindegründung                             | 1963                                                                   |
| Politik                                      |                                                                        |
| Bürgermeister:                               |                                                                        |

Santa Bárbara de Goiás ist eine kleine brasilianische politische Gemeinde im Bundesstaat Goiás in der Mesoregion Zentral-Goiás und in der Mikroregion Anicuns. Sie liegt südwestlich der brasilianischen Hauptstadt Brasília und westlich von Goiânia, der Hauptstadt des Bundesstaates.

## Geographische Lage
Santa Bárbara de Goiás grenzt
- im Norden und Osten an die Gemeinde Trindade
- im Süden an Campestre de Goiás und Palmeiras de Goiás
- im Westen an Nazário
- im Nordwesten an Avelinópolis